# Pistole vz. 24
La pistole vz. 24 fue la pistola estándar del Ejército de Checo en el período de entreguerras. Era una versión mejorada de la Pistole vz. 22 bajo licencia de Mauser. Eslovaquia se apoderó de más de diez mil vz. 24 cuando declaró su independencia de Checoslovaquia en marzo de 1939. La vz. 24 fue sucedida en la producción por una versión más simplificada en calibre 7,65 mm, la vz. 27.